# Marguerite de Thibouville
Marguerite De Thibouville (Château de Fontaine-la-Soret, 1362 – 1419) è stata una nobildonna francese.
È nota per non aver taciuto davanti ad uno stupro subito da Jacques Le Gris, acerrimo nemico di suo marito Jean de Carrouges, che negando fino alla morte arriverà a contendersi la vita in un duello di Dio, uscendone sconfitto.

## Biografia
Figlia unica di Jeanne de Bois Héroult e di Robert de Thibouville, un signore normanno che si era schierato due volte contro il re francese per questioni territoriali, nel 1380 sposò Jean de Carrouges, il quale acconsentì al matrimonio per rivendicare la preziosa tenuta di Aunou-le-Faucon, donata due anni prima al suo rivale Jacques Le Gris proprio da Robert de Thibouville e acquistata poi dal conte Pietro II d'Alençon per 8.000 livre francesi nel 1377.
Carrouges diede inizio ad una disputa legale avanzando una presunta pretesa sulla tenuta. Il caso si trascinò per alcuni mesi, finché alla fine il conte Pietro fu costretto a visitare suo cugino re Carlo VI per sancire ufficialmente la sua proprietà della terra e il suo diritto di donarla a chiunque dei seguaci avesse scelto. Fu così che Carrouges fu allontanato ulteriormente dalla cerchia del conte Pietro.
Marguerite de Carrouges accusò Jacques Le Gris di stupro, causando uno degli ultimi duelli giudiziari consentiti dal re francese e dal Parlamento di Parigi. Il combattimento fu decretato il 29 dicembre 1386 a Parigi.

## Nella cultura di massa
La storia del duello ha ispirato nel 2021 il film The Last Duel di Ridley Scott, basato sul romanzo del 2004 The Last Duel: A True Story of Trial by Combat in Medieval France di Eric Jager, e in cui Marguerite de Thibouville viene interpretata da Jodie Comer.